# USS Hyman G. Rickover (SSN-709)
Za druga plovila z istim imenom glejte USS Hyman G. Rickover.
USS Hyman G. Rickover (SSN-709) je jedrska jurišna podmornica razreda los angeles.